# Gróbce
Gróbce – wieś w Polsce położona w województwie kujawsko-pomorskim, w powiecie włocławskim, w gminie Włocławek.
| SIMC    | Nazwa              | Rodzaj    |
| ------- | ------------------ | --------- |
| 1035839 | Gróbczyki Drugie   | część wsi |
| 1035845 | Gróbczyki Pierwsze | część wsi |

W latach 1975–1998 miejscowość administracyjnie należała do województwa włocławskiego. Według Narodowego Spisu Powszechnego (III 2011 r.) liczyła 117 mieszkańców. Jest dziewiętnastą co do wielkości miejscowością gminy Włocławek.